# 海龍離岸風電二氧化碳外洩事故
海龍離岸風電二氧化碳外洩事故發生於2024年8月20日，是位於彰化濱海的「海龍離岸風電」降壓站發生的工安事故。

## 背景
海龍離岸風電計畫位於彰化外海45-79公里處，水深35-55公尺，其中包含海龍二號及三號風場，由日本三井物產、加拿大北陸能源和馬來西亞的Gentari聯合開發。

## 經過
8月20日，海龍離岸風電降壓站進行消防設備安裝作業時，因應火災預防的二氧化碳鋼瓶共56支不慎外洩，因濃度過高，導致房間內17人就醫，東元電機主管發現後第一時間便向消防局通報，受傷工人被送往彰化秀傳醫院、彰基醫院、濱秀醫院及秀傳醫院。8月26日晚間，其中一名19歲的簡姓男子在台中梧棲童綜合醫院加護病房搶救7天後宣告不治，該名男子在事發當下便失去呼吸心跳，昏迷指數3級。

## 受害者
事故共導致17名員工送醫，其中58歲的劉姓男子、38歲賴姓男子和19歲的簡姓男子重度昏迷，8月26日，簡姓男子宣告死亡。9月6日，賴姓男子死於腦死。9月7日，劉姓男子因二氧化碳吸入併代謝性腦病變與多重器官衰竭而死亡。

## 偵查
彰化地檢署在8月28日開始調查，初步調查為事發現場的工人誤觸開關，導致鋼瓶外洩，包商陳姓男子以過失致死及違反職業安全衛生法等罪嫌移送，訊後以20萬交保。

## 後續
東元電機表示將會負起所有應負的責任，並優先照顧受害者與家屬，且立即組成組織工作團隊安排處理相關事項。

## 相關事件
- 東海村JCO臨界事故
- 三哩島核外洩事故